# 京成スカイライナー放火事件
京成スカイライナー放火事件（けいせいスカイライナーほうかじけん）は、1978年（昭和53年）5月5日に千葉県印旛郡酒々井町で革命的共産主義者同盟全国委員会（中核派）が、留置中だった京成電鉄の鉄道車両、AE車に放火したゲリラ事件である。

## 事件の概要
1978年（昭和53年）5月5日午前3時30分頃、千葉県印旛郡酒々井町の京成電鉄津田沼検車区宗吾支区（現在の宗吾車両基地）に停車中の「スカイライナー」用AE車の5両目から火の手が上がっているのを、帰宅途中の通行人が発見し、佐倉警察署に通報した。
消防車5台で消しとめたが、炎上したAE29編成の5両目は全焼し、4・6両目の内部と更に隣接して停車していた編成の5両目の外部・窓ガラスにも被害を出した。
全焼したAE29号は廃車となり、すぐに2代目AE29号が新製された（もともと「不測の事態」に備えて予備編成が発注されていた）。他の被災車両については後に復旧された。
千葉県警察警備部の調べで、全焼した車両（AE29号5両目）の座席から、乾電池やタイマーが発見された。また中核派が「京成電鉄宗吾操車場に停車中の空港特急スカイライナーの車内に突入、これを炎上させた」と犯行声明を出したことから、警察は中核派がガソリンを撒いたうえで時限式発火装置を作動させた犯行であると断定した。
成田地区の鉄道施設の警備は、1978年（昭和53年）3月から鉄道公安が担当していた。検車区については助役らが泊まり込んで警戒していたが、犯人の侵入に気づけなかった。

## 影響
この事件後、当時AE車の予備編成を保有していなかった京成電鉄は「スカイライナー」の運行計画を見直し、新東京国際空港との5往復を、当面の間減便する方策を採らざるを得なかった。当時の運転課長である藤井浩二は「最も影響が出にくい方法としてこの策を採った」と鉄道ピクトリアル2007年3月臨時増刊号で語っている。またこの事件とは別に、1978年（昭和53年）5月19日にも、京成本線5ヶ所で同時多発列車妨害が発生した。